# Platja de l'Estanyol
La platja de l'Estanyol és una platja urbana del municipi de Sitges (Garraf) situada davant del passeig marítim, enfront del barri del Vinyet. La platja es va crear l'any 1968, en construir-se l'espigó que la delimita a llevant, i que la separa de la platja de la Bassa Rodona, i una anys més tard l'espigo que la delimita a ponent, i que la separa de la platja de la Riera Xica.
Orientada al sud-sud-est, té una longitud de 365 metres i una amplada mitjana de 20 metres, formada per sorra fina, amb un pendent d'entrada a l'aigua suau. Disposa de dutxes, rentapeus, accessos adaptats per a persones amb mobilitat reduïda, guinguetes i lloguer de para-sols, tendals i patins. L'accés es fa des del passeig marítim, on hi ha restaurants i bars.
Està guardonada amb la Bandera Blava, que reconeix internacionalment la qualitat de l'aigua i serveis. L'Agència Catalana de l'Aigua efectua un control setmanal de la qualitat de l'aigua, durant la temporada de bany, amb el resultat d'excel·lent. La platja de l'Estanyol està adherida a la destinació Costa de Barcelona, certificada per Biosphere des del 2017.
Sembla que el nom de la platja ve del bordoi que formava la desembocadura de la riera Xica quan s'hi embassaven les aigües en temps de pluja.